# Leaflet
Leaflet ist eine freie JavaScript-Bibliothek, mit der WebGIS-Anwendungen erstellt werden können. Die Bibliothek verwendet HTML5, CSS3 und unterstützt somit die meisten Desktop- und Mobil-Browser. Neben OpenLayers und Google Maps API ist Leaflet eine der verbreitetsten Bibliotheken und wird von Webseiten wie GitHub, FourSquare, Pinterest und Flickr eingesetzt.
Mit Leaflet können einfach Web Map Tile Services zusammen mit eigenen Geodaten auf einer Webseite präsentiert werden. Die Geodaten können beispielsweise aus GeoJSON-Dateien geladen werden und mit interaktiven Funktionen wie Pop-ups versehen werden.

## Geschichte
Volodymyr Agafonkin entwickelte Leaflet 2010 bei der Firma CloudMade unter dem Namen Web Maps API. 2011 wurde die erste Version veröffentlicht. Seit 2013 arbeitet er für Mapbox und sorgt dort für die Weiterentwicklung von Leaflet. (Seite nicht mehr abrufbar, festgestellt im September 2023. Suche in Webarchiven)  Im April 2022 wurde nach 18 Monaten Entwicklung die Version 1.8 mit Fokus auf Bugfixes und Accessibility veröffentlicht.

## Funktionalitäten
Leaflet unterstützt Web Map Service (WMS), Web Map Tile Service (WMTS), GeoJSON, Bildüberlagerungen. Weitere Typen von Ebenen bzw. Geodaten-Formate können via Plug-ins eingebunden werden (KML, CSV, WKT, GPX, …).

### Browser-Unterstützung
Leaflet unterstützt Chrome, Firefox, Safari 5+, Opera 12+, Internet Explorer 7–11 und Microsoft Edge.

## Vergleich mit anderen Bibliotheken
Im Vergleich zu OpenLayers liefert Leaflet weniger Features direkt mit. So können nur eingeschränkt Koordinatensystem-Umrechnungen durchgeführt werden und Web Feature Service (WFS) werden nicht unterstützt. Im Gegenzug ist Leaflet wesentlich kleiner was Lines of Code (7.000 vs. 230.000; Stand 2015) sowie die Datenmenge der Bibliothek (≈123 KB vs. ≈423 KB) betrifft.
Bibliotheken wie die Google Maps API oder Bing Maps API lagern einige Funktionalitäten wie Geocoding und Routing auf Server aus und erfordern für die Nutzung einen API-Key.